# São Miguel da Baixa Grande
São Miguel da Baixa Grande är en kommun i Brasilien.   Den ligger i delstaten Piauí, i den östra delen av landet, 1 300 km nordost om huvudstaden Brasília. Antalet invånare är 2 113.
Omgivningarna runt São Miguel da Baixa Grande är huvudsakligen savann. Runt São Miguel da Baixa Grande är det mycket glesbefolkat, med 4 invånare per kvadratkilometer.